# Křížová cesta (Čistá)
Křížová cesta v Čisté u Svitav se nachází v centru obce a vede ke kostelu svatého Mikuláše.

## Historie
Křížová cesta vznikla v době působení faráře Franze Horského, který zde žil do roku 1849. Tvoří ji sedm pískovcových sloupků na opukovém podstavci s nikou v horní části, kde je do pískovce vytesán reliéf pašijového obrazu.
Zvláštností je počet zastavení, kdy tradičních je 14. Sedm zastavení bylo obvyklých v německých zemích v 15. a 16. století. Sedm byl symbolický počet hlavních hříchů a hlavních ctností. Později papež Klement ustanovil jako obvyklý a jediný správný počet 14 zastavení.
Křížová cesta byla restaurována v roce 2011. Restaurátorské práce spočívaly hlavně v doplnění některých drobných poškození a v konzervaci pískovcových soch.